# Szentgotthárd
Szentgotthárd (slovenska: Monošter) är en mindre stad i Ungern med 8 859 invånare (2020).

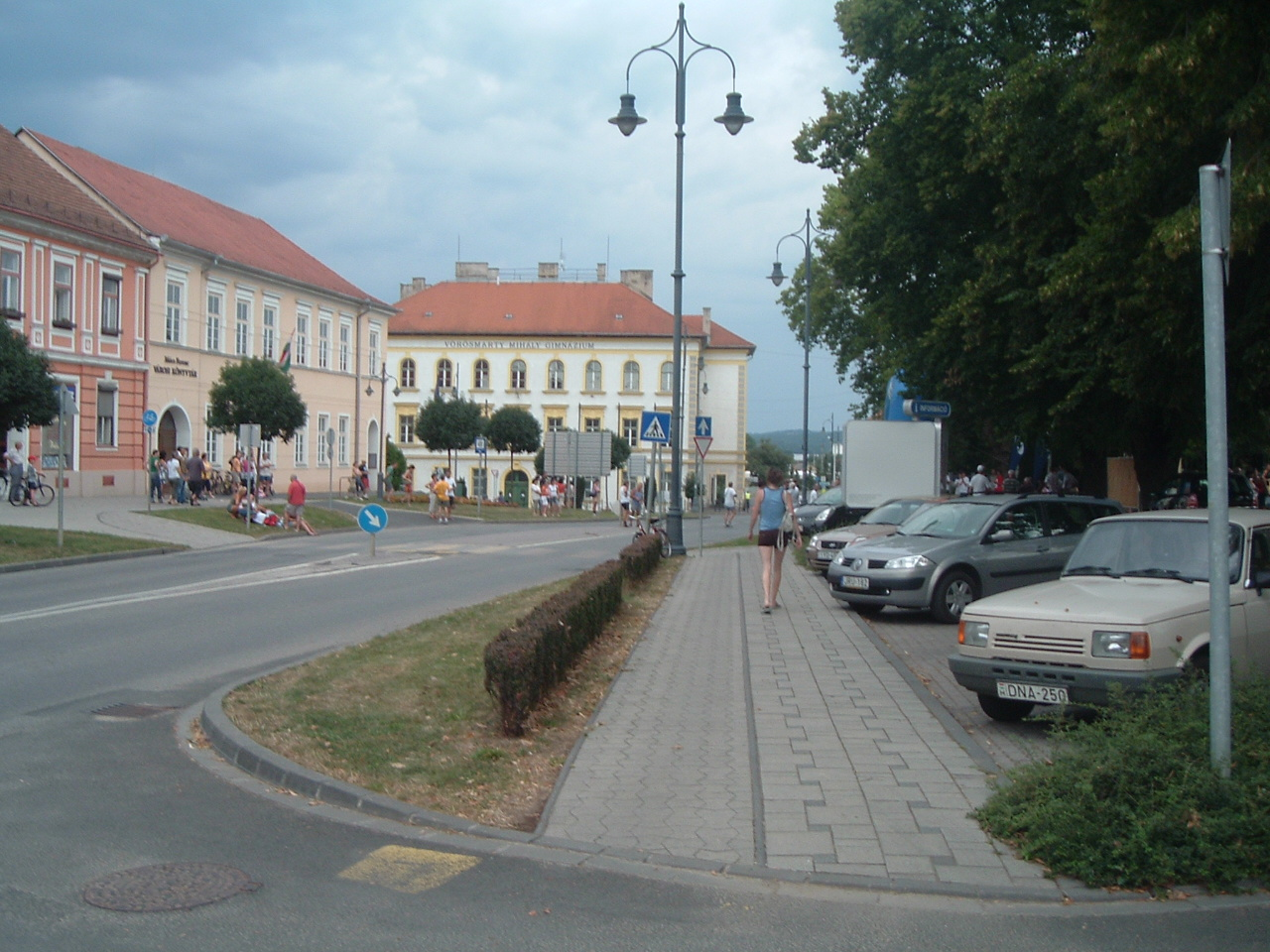
Gatubild, 2007.